# ماوگوژاتا اومه
ماوگوژاتا اومه (لهستانی: Anna Prus؛ زادهٔ ۱۶ مه ۱۹۷۹) روان‌شناس، مجری و روزنامه‌نگار اهل لهستان است. او کارش را در تلویزیون لهستان با شرکت در برنامه‌های صبحگاهی به‌عنوان کارشناس روابط خانواده آغاز کرد و سپس مجری چند برنامهٔ تلویزیونی از جمله «زندگی از آشپزخانه» (۲۰۱۳) در تلویزیا پولسکا ۲ و «از نگاه اومه» (۲۰۱۴) در تی‌ال‌سی شد. وی همچنین سردبیر مجلهٔ فرزندپروری «گاگا» (۲۰۱۴–۲۰۱۲) بود. او از سال ۲۰۱۵ با شبکهٔ تی‌وی‌ان همکاری داشته است و از جمله در سال ۲۰۱۹ مجری نسخهٔ لهستانی بیگ برادر و مابین سال‌های ۲۰۱۹ تا ۲۰۲۳ مجری صبح بخیر تی‌وی‌ان بود. پادکست او که از سال ۲۰۲۳ آغاز به‌کار کرد «زندگی بدون آرایش» نام دارد.
از مجموعه‌های تلویزیونی دیگری که وی در آن‌ها نقش داشته است، می‌توان به کارگزار من اشاره نمود.